# 史东山

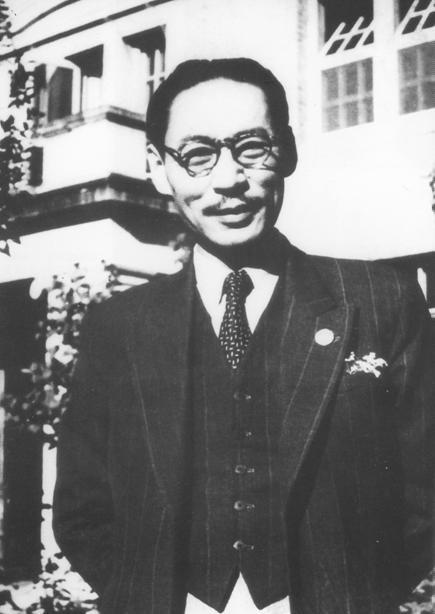
史东山

史东山（1902年12月29日—1955年2月23日），原名史匡韶，笔名孔嘉、静农，男，浙江海宁人，生于杭州，中国电影导演。中国人民政治协商会议第一届全体会议代表，第一届全国人大代表。

## 生平
原籍浙江海宁峡石，1902年出生于杭州。17岁来到张家口，在电报局当报务员。19岁起，在上海影戏公司绘制电影背景。1925年23岁，参加“征文”比赛，以电影剧本《柳絮》中选，不久当上导演。1941年在重庆制作《胜利行进曲》以及其他抗日影片。1947年，他编导的影片《八千里路云和月》，曾轰动中国影坛。1949年后，拍摄了描写农村改革的《新儿女英雄传》，获得捷克卡罗维发利电影节导演奖。
1955年2月23日，因怕牵连胡风反革命集团案，自杀身亡。

## 家庭
妻子华旦妮。儿子史大千，女儿史大同、史大里。